# 越南耳草
越南耳草（学名：Hedyotis chereevensis），为茜草科耳草属下的一个植物种。